# 富貴兵團
《富貴兵團》是一部1990年上映的香港賀歲片，鄭則仕执导，洪金寶、譚詠麟、刘德华和梅艷芳主演。背景为抗日战争时期，侨居海外的华人同胞筹得五十亿美元存于瑞士银行，以作为抗日经费。提款密码只有一个代号为“财神”的囚犯知道，“财神”因此成为中日相争的对象，于是在732集中营内囚犯与日军展开了一场殊死较量。

## 剧情
1942年日军的732集中营，华英雄为了与外面的女友草木兰结婚而开车越狱。出狱后的华英雄见到了女友草木兰，并认识了洪胖子。洪胖子带华英雄去找罗森，因为上头有任务要罗森和华去完成。正在赌博的罗森与对赌的人发生冲突，在洪胖和华的相助下得以脱身。洪胖让罗森和华进入732营去解救一个代号叫“财神”的囚犯，因为“财神”知道存于瑞士银行的50亿美元抗日经费的提款密码，谁能回答出“万里长城万里长”接下来这句“齐心合力建家乡”的就是财神。
华英雄、罗森与其他国军俘虏一同被关入732营，日军大佐柴田看到逃走的华又被抓了回来就教训了他一下并警告不得再次逃走。华看到上次帮他逃走的狱友綿花糖由于遭受日军毒打而成了白痴。日方想利用六名中国飞虎队员与日本女人交配来为日本生育优良后代，就安排几名日本女人色诱飞虎队员，唯有矮个子吾爾開波受不了诱惑，但在另外五人的威胁阻止下也未得逞所愿。一次香芽蕉由于肚疼而吃下了日本军医乱给的女人荷尔蒙药而变得阴阳怪气。
大佐柴田得知“财神”在集中营里就也想要找到他，汉奸一番和二番为大佐效力寻找密探，“臭鸭蛋”受到一番和二番的款待后成为日军密探并被称之为“三番”，而表面上他则伪装成多次受到日军毒打虐待而毫不屈服的爱国英雄。“臭鸭蛋”被放回营里受到大家的致敬，他则将罗森挖地道逃跑的计划密报给了大佐。在一次集会上大佐公开询问众人谁是财神，罗森踊跃回答被大佐当成了财神，他还瞎编了一串提款密码说给大佐、一番和二番听，背熟密码的一番和二番很快就被大佐枪毙。华见到草木兰和其他几位女士身穿护士服坐车进入集中营，便寻找机会单独见了草木兰。华为了进入刑房寻找财神就故意打了大佐而被关入刑房，随后关入的“臭鸭蛋”被华揭露出汉奸身份并在其背上刻下“我是汉奸”纹身作为惩罚；华发现回答出“齐心合力建家乡”那人刚刚死亡，并从他手中发现两根羽毛。大佐向众人宣称罗森提供的密码是正确的，日军会在几天后举行的天皇生辰庆祝晚宴上款待众人，这引起飞虎队等人对罗森的怨恨和殴打，华英雄获释后为帮罗森阻止了内讧。
草木兰看到那两根羽毛，就联想到了大佐房中的鹦鹉，在和鹦鹉对话后果然发现它知道密码。大佐进来后请她当他天皇寿辰晚宴的舞伴。晚宴当晚，不少囚犯通过一条地道逃到外面，而罗森和吾爾開波等几人则表演了多个喜剧节目给日军观看。關東三虎透露给大佐天皇命令午夜过后要杀光营中所有囚犯。陪大佐喝酒的草木兰借机到大佐屋内寻找鹦鹉财神，之后大佐为找她而来引起冲突，得到其他几位女士和洪胖的协助下，大佐落败，财神鹦鹉到手。接下来的集中营大乱斗中，洪胖、罗森和华击败了身手不凡的關東三虎。最后营房爆炸，众人逃出，在车内的鹦鹉终于说出了密码“拨开乌云晴天日，山高水低现牛羊”。

## 角色
| 演員   | 角色     | 粵語配音              | 暱稱/關係               |
| 洪金寶 | 洪大哥   | 林保全                | 天字第一號/肥佬         |
| 譚詠麟 | 羅森     | 朱子聰，陳欣 (預告片) | 天字第二號              |
| 刘德华 | 華英雄   | 李學斌                | 天字第四號 草木蘭之男友 |
| 梅艷芳 | 草木蘭   | 龍寶鈿                | 天字第三號 華英雄之女友 |
| 苗僑偉 | 小蝴蝶   | 盧國權                | 浙江寧波飛虎            |
| 林國斌 | 小海棠   |                       | 廣東新會飛虎            |
| 莫少聰 | 小蛋撻   | 翟耀輝                | 廣西桂林飛虎            |
| 惠天賜 | 小鮑魚   | 馮志輝                | 山東濟南飛虎            |
| 林俊賢 | 小紅馬   | 陳欣                  | 江蘇上海飛虎            |
| 曾志偉 | 吾爾開波 | 馮永和                | 自稱新疆鳥魯木齊飛虎    |
| 陳百祥 | 墨水筆   | 陳百祥                |                         |
| 成奎安 | 香芽蕉   | 陳欣                  |                         |
| 鄭則仕 | 綿花糖   | 鄭則仕                |                         |
| 樓南光 | 鴨仔蛋   | 梁有恆                |                         |
| 陳山河 | 山雞精   |                       |                         |
| 陳勳奇 |          | 張炳強                | 關東三虎 (海)           |
| 白彪   |          |                       | 關東三虎 (陸)           |
| 劉家輝 |          |                       | 關東三虎 (空)           |
| 龍方   | 柴田     | 倪秉郎                | 日本皇軍大佐            |
| 黃樹棠 |          |                       |                         |
| 朱鐵和 |          |                       |                         |
| 徐寶華 |          |                       |                         |
| 戚美珍 |          |                       | 護士                    |
| 唐麗球 |          |                       | 護士                    |
| 陳加玲 |          |                       | 護士                    |
| 郭秀雲 |          |                       | 護士                    |
| 冼煥貞 |          |                       | 護士                    |
| 柯受良 | 關人隱士 |                       | 日本忍者                |
| 曹查理 | 一番     |                       | 漢奸                    |
| 黃志強 | 二番     |                       | 漢奸                    |
| 陳觀泰 | 羅四海   | 陳欣                  |                         |

## 外部連結
- 香港影庫上《富貴兵團》的資料（繁體中文）
- 開眼電影網上《富貴兵團》的資料（繁體中文）
- 豆瓣电影上《富貴兵團》的資料 （简体中文）
- 时光网上《富貴兵團》的資料（简体中文）
- AllMovie上《富貴兵團》的资料（英文）
- 爛番茄上《富貴兵團》的資料（英文）
- 互联网电影数据库（IMDb）上《富貴兵團》的资料（英文）